# Manel Bayo
Manel Bayo (Salt, 28 de maig de 1966) és un artista català que viu i treballa a Girona.
El 2006 va guanyar el premi VAD del Festival Internacional de Vídeo i Arts Digitals i el 2010 va estrenar la pel·lícula Raza Remix, que va participar en el Festival Internacional de Cinema de Gijón. El 2013, va guanyar el primer premi de la VII Biennal d'Art de Girona, amb l'obra Setze bales per a l'Assemblea Democràtica d'Artistes de Girona.
Entre les obres de teatre per a les quals ha dissenyat l'espai escènic, s'hi compten La bona persona de Sezuan, de Bertolt Brecht (Safareig Teatre de Salt, 1997), Fernando, òpera de Schubert (Orquestra del Conservatori de Girona, 1997), APT, sobre textos d'A.P. Txèkhov (Cia. La Perduda, 1997), Alícia al país de les meravelles (Cia. Cràdula Teatre, 1998), Un marit ideal, d'Oscar Wilde (Safareig Teatre de Salt, 2001), La tempesta, de Shakespeare (Safareig Teatre de Salt, 2004), Variacions sobre el sentit de la vida, de Jordi Sala (Cia. Teatrebrik, 2004).
Segons Bayo "un artista contemporani és una persona que passa bona part del seu temps furgant a la deixalleria".

## Exposicions rellevants
- 2018 - Rull, Casa de Cultura de la Diputació de Girona[5]
- 2016 - Més de 3.000 partícules de llum,Bianyal 2016 organitzada per Binari[6]
- 2015 - Una explosió de gas destrossa una casa, Casa de Cultura les Bernardes de Salt[7]
- 2014 - Cop de Flors, Bòlit Girona[8]